# Attofysik

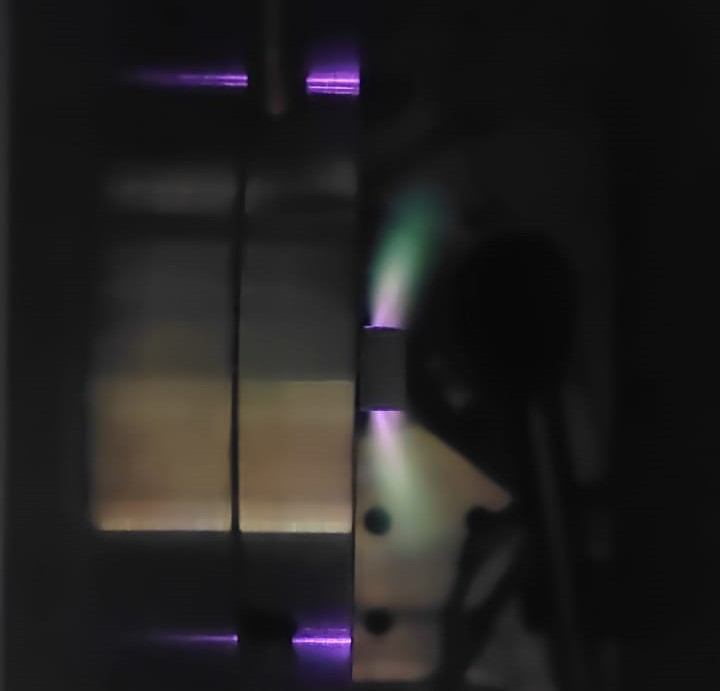
High-harmonics generation i krypton. Tekniken är en av de mest använda för att generera ljus i attosekundpulser.

Attofysik, också benämnt attosekundfysik eller attosekundvetenskap, är ett område inom  fysik som omfattar interaktionen mellan ljus och materia, där attosekundlånga (10−18 sekunder) fotonpulser används för att undersöka dynamiska processer i materia med en oöverträffad tidsupplösning.
Attofysik använder sig i huvudsak av metoder inom pump-probe spektroskopi för att undersöka fysikaliska processer. På grund av de fysikaliska processernas komplexitet krävs det generellt sett samverkan mellan avancerade moderna experiementella uppställningar och avancerade teoretiska verktyg för att tolka mätdata från attofysikexperiment.
Attofysik används i huvudsak för forskning inom:
1. Atomfysik: undersökning av elektronkorrelationseffekter, fördröjd utsändning av fotoner och joniserande tunneleffekter.[3]
2. Molekylfysik och molekylkemi: undersökning av elektronrörelsens påverkan i exciterade molekylära tilltånd (som till exempel vid laddningsöverföring) och fotoninducerad jonisering.[4]
3. Fasta tillståndets fysik: undersökning av excitondynamik i avancerade 2D-material, petahertz laddningsbärare i fasta material och spinndynamik i ferromagnetiska material.[5]

Ett av de främsta målen inom attofysik är att kunna tillhandahålla avancerad kunskap om elektroners kvantdynamik i atomer, molekyler och fasta material. Den stora utmaningen på lång sikt är att uppnå realtidskontroll över elektroners rörelser i materia.
Världsrekordet för kortaste ljuspulsen skapad med mänsklig teknologi är 43 attosekunder.
2022 blev, Anne L'Huillier, Paul Corkum och Ferenc Krausz  belönade med Wolfpriset i fysik för sina ledande bidrag till ultrasnabb laservetenskap och attofysik. Följande år, 2023, belönades L'Huillier, Krausz and Pierre Agostini med Nobelpriset i fysik för ”för experimentella metoder som genererar attosekundpulser av ljus för studier av elektrondynamik i materia”.